# Státní znak Slovenské republiky
Státní znak Slovenska (slovensky Štátny znak Slovenskej republiky) je podle zákona NR SR č. 63/1993 Z. z. o štátnych symboloch Slovenskej republiky a ich používaní jeden z oficiálních státních symbolů Slovenské republiky.

## Popis
Státní znak Slovenské republiky tvoří červený štít, na němž je modré trojvrší, s oblými vrchy. Z prostředního, vyvýšeného vrchu vyrůstá stříbrný dvojramenný kříž. Kůl i ramena kříže jsou na koncích rozšířená a zaoblená dovnitř.

### Oficiální popis
Oficiální popis státního znaku:
| „                            | Štátny znak Slovenskej republiky (Ďalej len “štátny znak”) tvorí na červenom ranogotickom štíte dvojitý strieborný kríž, vztýčený na strednom vyvýšenom vŕšku modrého trojvŕšia. Driek a ramená kríža sú na koncoch rozšírené a vhĺbené, vrchy sú oblé. | “ |
| — Zbierka zákonov č. 63/1993 | |   |

## Symbolika
- Dvojramenný kříž ve slovenských poměrech symbolizuje dva významné světce: sv. Cyrila a sv. Metoděje. Jde o křesťanský symbol vzkříšení Ježíše Krista, který se používal od 9. století v Byzantské říši, odkud se také dostal do Uherska.[2] Jako náboženský a politický symbol se rozšířil hlavně v 10. a 11. století.

- Trojvrší je podle legendy ze 17. století interpretace tří uherských pohoří: Tatra, Mátra a Fatra. Původní znak s dvojkřížem neměl podstavu žádnou. Až v pozdějších dobách se objevuje kříž stojící na pažitu nebo hlíně, nebo má ve spodní části tři či čtyři kořeny. V erbech pozdějších králů je trojvrší vyobrazeno v podobě trojité skály. Zhruba ve 14. století se ustálila dnešní podoba, původně zelená barva (která je stále na státním znaku Maďarska), byla roku 1848 změněna pro slovenský znak na modrou.

- Červený štít byl častým erbem vznikajícím na přelomu 12. a 13. století. Navíc král Béla III. Uherský z rodu Arpádovců zvolil kombinaci pro svůj znak právě bílo-červenou, neboť tyto dvě barvy jsou jako jediné zastoupeny na znaku dynastie Arpádovců. V žádném případě se tedy nejedná o symboliku „krvavé oblohy“ značící „utrpení Slováků během doby maďarizace“, jak uvádí někteří slovenští autoři. To není možné také proto, že Béla III. byl uherským králem vládnoucím ve 12. století a proces maďarizace se objevil až v 18.–19. století.

## Historie
Dvojramenný kříž poprvé přinesli věrozvěsti Cyril a Metoděj na Velkou Moravu z Byzantské říše. Odtud se kříž šířil jako křesťanský symbol. Někdy se argumentuje, že do znaku se dostat nemohl, neboť v době Velkomoravské říše neexistovala heraldika. Symboly však existovaly i v době předheraldické (podobně jako prapory, které máme doloženy z doby 2900 let př. n. l., přitom vexilologie je věda úplně nová). Tento kříž dostal také spolu s královskou korunou král Štěpán I. Uherský od samotného papeže Silvestra II., s jehož svolením byl, během vánočních bohoslužeb v roce 1000, korunován „apoštolským“ králem.

Znak s dvojramenným křížem, který zavedl Béla III. Uherský

Do heraldiky se dvojramenný kříž dostal až v roce 1190, kdy uherský král Béla III. Uherský (1172–1196) zavedl znak zobrazující stříbrný dvojramenný kříž na červeném štítu, bez dalších heraldických figur a tento znak nechal rovněž razit na uherské mince. Král si kříž do svého království přivezl z Byzantské říše, kde dlouho pobýval a dokonce se tam i oženil s dcerou císaře.

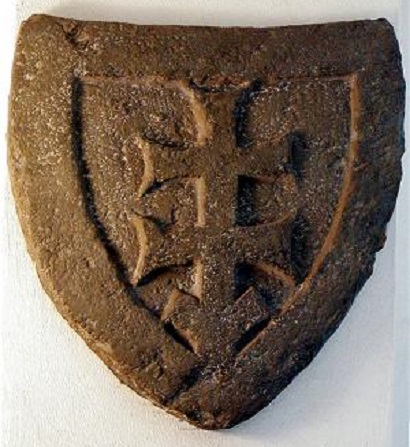
Středověké vyobrazení dvojkříže na Bratislavském hradě

V průběhu staletí se ve znaku pod dvojkřížem objevily tři pahrbky, nejprve v jako trojité skály, později ve 14. století v podobě tří kopců, z nichž prostřední byl největší.
Slovenský badatel Tibor Králik uvažoval, že vlastní trojvrší bylo přineseno do Uherska ze západu – z Čech. Jako první ho použil v uherském státním znaku Václav, syn českého krále Václava II., který při korunovaci za uherského krále přijal jméno Ladislav V. (1301–1305). Dvojramenný kříž v jeho erbu stojí na prostředním oblouku trojvrší, které sa někdy interpretuje i jako koruna. Následník odstoupivšího Ladislava V. Ota Bavorský (1305–1307) používal podobný erb, ale s dolní částí dříku kříže výrazně zkrácenou. Další panovník Karel Robert (1308–1342) nepoužíval erb s dvojramenným křížem ani samostatně ani na trojvrší. Možná i proto, že Horní Uhersko, tradičně reprezentované dvojramenným křížem, neovládal v čase nástupu na trůn, když se rozhodovalo o státním erbu. Dvojramenný kříž je však na velkých pečetích. V té době byl totiž neomezeným pánem převážné části západního a středního Slovenska oligarcha Matúš Čák. Erb s dvojitým křížem na trojvrší se opět objevil až na pečetích Ludvíka Velikého (1342–1382), následníka Karla Roberta a později i na pečetích Zikmunda Lucemburského (1387–1437).
Později byla na prostřední nejvyšší vrch přidána zlatá koruna, v níž je kříž postaven. Zelené trojvrší se zlatou korunou, z níž vystupuje stříbrný dvojramenný kříž, se stalo heraldicky levou částí státního znaku Maďarského království. V pravé části je sedmkrát červeno-stříbrně dělený štít – znak Arpádovců. Takto polcený znak se objevil již ve 14. století.
V 17. století vznikla legenda interpretující zelené trojvrší jako tři uherské pohoří Tatra, Mátra a Fatra. Proto se začal tento znak chápat jako symbol Horních Uher (kopcovité krajiny), tedy území dnešního Slovenska, severního Maďarska a Zakarpatské Ukrajiny. Avšak tento symbol nikdy nebyl oficiálně přijat za znak Horních Uher, a to také proto, že administrativně se Uherské království nikdy na Horní či Dolní Uhry nedělilo.
Většinou se píše, že slovenský znak vzniknul během revoluce v roce 1848, kdy si slovenští revolucionáři v čele s Ľudovítem Štúrem přivlastnili znak z heraldicky levé části znaku Uherska, tj. – červený štít se zeleným trovrším, z kterého vystupuje stříbrný dvojkříž.
Slováci jakožto Slované podporující myšlenku panslavismu změnili barvu trojvrší ze zelené na modrou. Barvy znaku tak odpovídaly panslovanským barvám (bílá-červená-modrá). Došlo také k odstranění zlaté koruny. Takto upravený znak prohlásil Ľudovít Štúr znakem Slováků a v témže roce byl vyryt do pečetě Slovenské národní rady, založené v srpnu 1848 ve Vídni. V roce 1863 tento znak převzala i vzniklá Matica slovenská. V roce 1692 vydal františkánský fráter (bratr) Vincento Maria Coronelli (1650–1718), kosmograf Benátské republiky a výrobce glóbů, mapu Moravy. Jsou na ní vyobrazeny i erby sousedních zemí. Horní Uhersko bylo symbolizováno erbem s zeleným trojvrším. Zelenou barvu potvrzuje i doplněné šikmé šrafování, které se liší od vodorovného šrafování znázorňující modrou barvu v případě jiného znaku.[zdroj?]
Po vzniku ČSR se slovenský znak stal součástí všech tří československých znaků. Zvláštní postavení měl na malém znaku republiky Československé, kde byl umístěn jako srdeční štítek (na některých zobrazeních oproti standardnímu umístění lehce excentricky vysunutý) na figuře českého lva. V heraldice takový štítek obvykle nese erb nějakého rodu a klade se na znak země/zemí, kterým dotyčný rod vládne, popř. štítek nese znak původního rodového území. Takto přečtený malý znak ČSR by tedy vyjadřoval vládu jakési slovenské dynastie nad Českými zeměmi, resp. nadřazenost slovenské části státu nad tou českou. Oficiálně byla tato heraldická zvláštnost interpretována tak, že je tím zdůrazněna úcta a vážnost Čechů ke Slovensku v nově vzniklém státě.

Znak Slovenského státu (1939–1945)

Po vyhlášení samostatného Slovenského státu byl 23. června 1939 přijat nový státní znak. Ten také zobrazoval bílý dvojkříž vyrůstající z modrého trojvrší na červeném štítu. Ale od předchozí verze byl značně odlišný. Štít znaku byl zahrocen, ramena kříže byla rozšířena a výrazně odlišné bylo i klenutí trojvrší.

Část znaku ČSSR symbolizující Slovensko

S příchodem nové socialistické ústavy v roce 1960 byl zaveden jediný Státní znak Československé socialistické republiky. Slovensko bylo ve znaku symbolizováno červeným zlatě orámovaným štítem, z něhož vystupovalo modré pohoří Kriváně, na kterém hoří vatra symbolizující Slovenské národní povstání. Tento emblém byl dílem slovenského akademického malíře Antona Holého.
Formálně však Slovensko získalo svůj znak až 1. března 1990, kdy Slovenská národní rada rozhodla zákonem čís. 50/1990 Sb. o změně názvu státu, když vypustila adjektivum socialistická, a poprvé od dob válečného Slovenského státu formulovala podobu slovenského znaku. Státním znakem se opět stal dvojitý stříbrný kříž vztyčený na středním vyvýšeném vršku modrého trojvrší na červeném raně gotickém štítu. Od 20. dubna 1990 byl nový slovenský znak součástí státního znaku České a Slovenské Federativní Republiky, který měl čtvrcený štít a slovenský znak se nacházel v jeho 2. a 3. poli.
Po rozpadu Československa a vyhlášení samostatné Slovenské republiky byl státní znak a další státní symboly opět stanoveny zákonem NR SR č. 63/1993 Z. z. o štátnych symboloch Slovenskej republiky a ich používaní. Od roku 1993 je znak také součástí státní vlajky, neboť bez něj by se lehko zaměňovala s vlajkou ruskou.

## Slovenský znak ve státních znacích Československa

Malý znak Republiky československé (1920–1938 a 1945–1960)
Střední znak republiky Československé (1920–1939)
Veliký znak republiky Československé (1920–1939 a 1945–1960)
Státní znak Československé socialistické republiky

## Další využití
Státní znak SR je také součástí státní vlajky a státní pečeti SR. Symbol státního znaku je také na čtvercové vlajce prezidenta republiky. Jako nejvhodnější symbol byl také použit na rubové strany slovenských euromincí.

Vlajka Slovenské republiky
Vlajka prezidenta SR